# 브리드 (2024년 영화)
Breathe는 Stefon Bristol 이 감독하고 Doug Simon이 각본을 맡았으며 Jennifer Hudson, Milla Jovovich, Quvenzhané Wallis, Common 및 Sam Worthington이 주연을 맡은 2024년 미국 SF 스릴러 영화이다. 영화는 지구의 산소 농도가 낮아져 특별한 장비 없이는 지구 표면에서 살 수 없는 세계를 배경으로 한다.

## 내용
전환점 재앙 이후 지구에는 식물이 사라지고 전 세계 산소 수준은 5%로 떨어졌다. 제대로 소통하고 함께 일하는 대신, 생존자들은 인위적인 갈등을 일으키고 '산소 발생기'를 두고 싸우며 서로를 죽이고 기계를 파괴한다. 생존자들은 산소발생기를 들고 다음 장소로 이동한다.

## 주역
- 마야 역의 제니퍼 허드슨
- 테스 역의 밀라 요보비치
- 조라 역의 쿠벤자네 월리스
- 다리우스 역의 커먼
- 루카스 역의 샘 워싱턴
- 미카 역의 라울 카스티요
- 마이크 역의 댄 마틴

## 제작
2019년 12월, 더그 사이먼(Doug Simon)의 각본 <Breathe>는 그해 할리우드에서 가장 좋아하는 미제작 각본 중 ' 블랙 리스트 '에 포함된 것으로 밝혀졌다. 2022년 5월, 샘 워딩턴, 제니퍼 허드슨, 밀라 요보비치, 쿠벤자네 월리스, 커먼이 스테폰 브리스톨이 감독을 맡은 영화에 출연할 예정이라고 발표되었다.

## 방영
Breathe는 2024년 4월 26일 제한된 극장, VOD 및 디지털 형식으로 출시되었다.

## 참고자료
1. D'Alessandro, Anthony; Ramos, Dino-Ray (2019년 12월 16일). “The Black List 2019 Screenplays Unveiled & Ranked: Ken Kobayashi's Frozen-Time Romance 'Move On' Tops List”. 《Deadline Hollywood》. 2019년 12월 16일에 원본 문서에서 보존된 문서. 2023년 12월 19일에 확인함.
2. Lodderhose, Diana (2022년 5월 10일). “Sam Worthington, Jennifer Hudson, Milla Jovovich, Quvenzhané Wallis & Common Set for Stefon Bristol's Action-Thriller Breathe from Thunder Road & Capstone – Cannes Market”. 《Deadline Hollywood》. 2022년 12월 29일에 원본 문서에서 보존된 문서. 2023년 10월 16일에 확인함.
3. Wiseman, Andreas (2022년 10월 31일). “Breathe: First Look at Milla Jovovich in New Action Film from John Wick Producers”. 《Deadline Hollywood》. 2022년 12월 29일에 원본 문서에서 보존된 문서. 2023년 10월 16일에 확인함.
4. Smart, Jack. “Jennifer Hudson and Quvenzhané Wallis Fend Off Disaster in Post-Apocalyptic Breathe Trailer (Exclusive)”. 《People》. 2024년 3월 13일에 확인함.

1. ↑  D'Alessandro, Anthony; Ramos, Dino-Ray (2019년 12월 16일). “The Black List 2019 Screenplays Unveiled & Ranked: Ken Kobayashi's Frozen-Time Romance 'Move On' Tops List”. 《Deadline Hollywood》. 2019년 12월 16일에 원본 문서에서 보존된 문서. 2023년 12월 19일에 확인함.
2. ↑  Lodderhose, Diana (2022년 5월 10일). “Sam Worthington, Jennifer Hudson, Milla Jovovich, Quvenzhané Wallis & Common Set for Stefon Bristol's Action-Thriller Breathe from Thunder Road & Capstone – Cannes Market”. 《Deadline Hollywood》. 2022년 12월 29일에 원본 문서에서 보존된 문서. 2023년 10월 16일에 확인함.
3. ↑  Smart, Jack. “Jennifer Hudson and Quvenzhané Wallis Fend Off Disaster in Post-Apocalyptic Breathe Trailer (Exclusive)”. 《People》. 2024년 3월 13일에 확인함.